# Raoulia albosericea
Raoulia albosericea là một loài thực vật có hoa trong họ Cúc. Loài này được Colenso miêu tả khoa học đầu tiên.